# Куштановицька культура

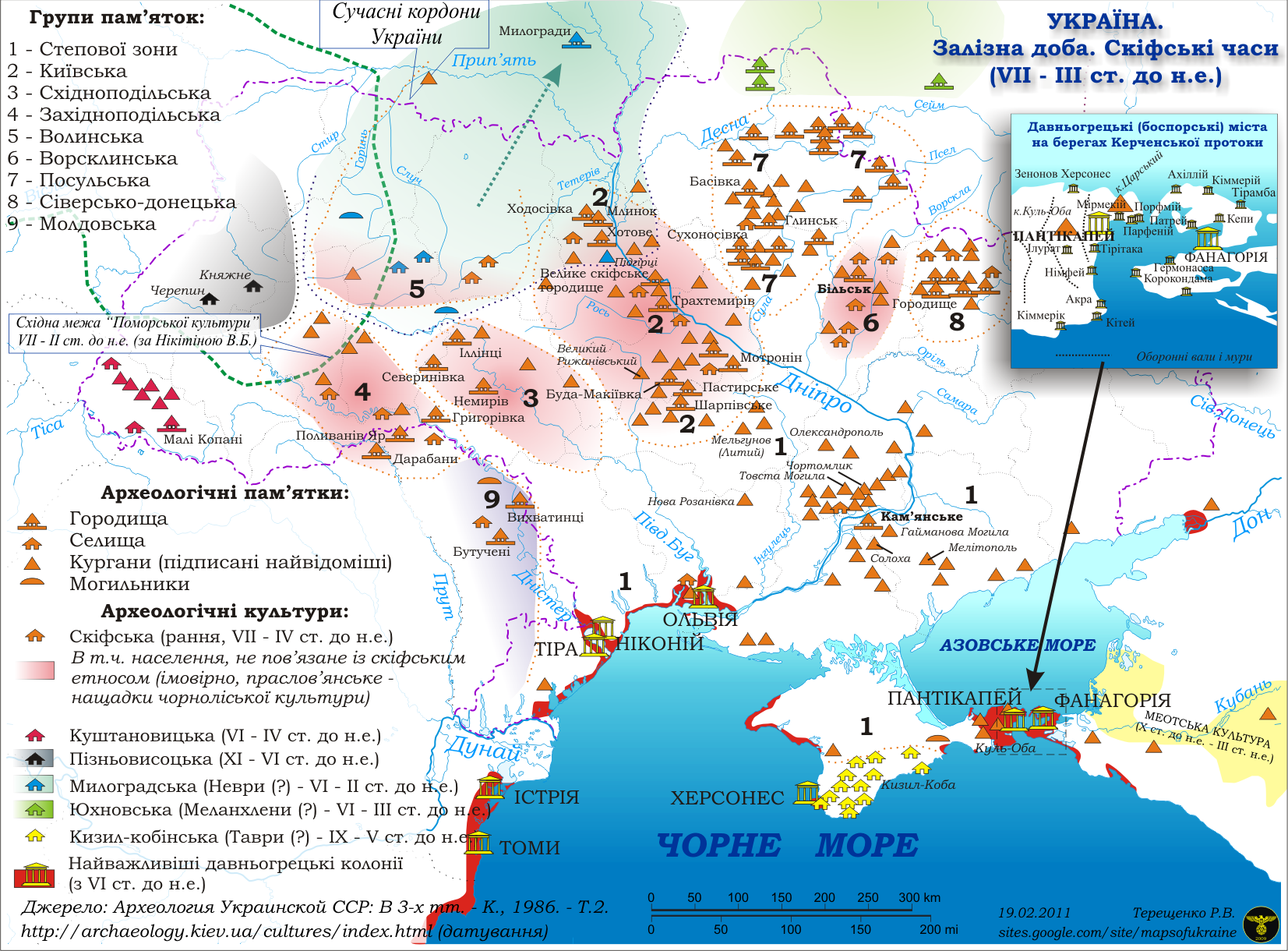
Куштановицька культура на 600 рік до Р.Х.

Куштановицька культура, або північно-потиська група гальштатської культури — історична культура ранньої залізної доби (600–300 рр. до н. е.).

## Опис
Територія поширення — Східна Словаччина (південна Лемківщина), сусіднє українське Закарпаття і північно-східні райони Угорщини. Змінилася Пшеворською культурою.
Носії куштановицької культури в основному відомі поки що по досліджених могильниках у селах Куштановиця, Колодне, Білки, Голубине, Невицьке і деяким іншим поселенням.  
Могильники у Станово, Доробратові. 
На території Словаччини слабо вивчені пам'ятки у Михалівцях, Ніжні Мишлі.
На матеріальну і духовну культуру куштановицьких племен помітний вплив зробили прийшлі скіфи  або скифоїдні культури лісостепової України. Про це свідчить зброя, кераміка, прикраси, обряд поховання.
Гальштатско-Скіфську область у Словаччині деякі вчені вважають етнічно скіфською. Однак з історичних джерел нам нічого не відомо про перебування тут скіфів. Більшість елементів культури цієї області місцевого походження. Що ж стосується скіфських елементів, то вони могли бути запозичені й без переселення скіфів, без їхньої етнічної експансії. Те ж можна сказати й про перебування скіфів на території Румунії й Болгарії. До півдня від Дунаю лише дві- три знахідки скіфських речей датовані часом до 400-300 рр. до Р. Х..
Питання про походження куштановицької культури спірний. На думку И. Лендьєл, це місцева гальштатська культура, що випробувала сильний вплив з боку степових скитів, що осіли на території Закарпаття. На думку Г.І. Смирнової і К.В. Бернякович, куштановицька культура зовсім не зв'язана зі скитським населенням степів Північного Причорномор'я, а належить до кола скитоподібних культур лісостепу.